# Port de València
El Port de València (oficialment Autoritat Portuària de València o Valenciaport) es troba a l'est de la ciutat de València limitant al nord amb les platges de les Arenes i la Malva-rosa i al sud amb el llit nou del Túria Pla Sud i la platja de Pinedo. Al sud-oest es troba la nova terminal i la Zona d'Activitats Logístiques i el port esportiu.
Durant 2006, 47,3 milions de tones de contenidors amb mercaderies diverses passaren pels ports de València, Sagunt i Gandia, un 15,72 per cent més que a l'exercici 2005.
Es troba a 0° 18,1′ longitud oest i a 39° 39,6′ de latitud nord (coordenades referides al far del port). La superfície total del port en 2004 era de 4,366.262 m² de les que 2,137.295 m² se destinaven a depòsit i 778.074 m² a vials. Oferia 9.637 metres de línia d'atracament distribuïdes en setze molls i dos pantalans.
A principis del 2006 el port de València és el primer port espanyol en trànsit de contenidors i es trobava entre els deu primers d'Europa i els cinquanta del món quant a trànsit de mercaderies. El port de València és líder de la Mediterrània occidental en termes de volum de mercaderies transportades en contenidors. Durant 2005 un total de 40,86 milions de tones passaren pels ports de València, Sagunt i Gandia, un 8,99% més que en l'exercici anterior.
El Port de València és seu també de Valencia Superyacht Marina, la Marina de València i el Port America's Cup. A més el port de València manté un trànsit regular de passatgers entre València, les Illes Balears i Salern (Itàlia) i un emergent mercat de creuers que en 2005 enregistrà 110 escales i 106.502 passatgers. Per donar suport a aquest nivell d'activitat el port de València disposa de modernes instal·lacions dotades d'equipament competitiu en una superfície d'unes 600 hectàrees amb més de 12.000 metres lineals de moll, dels quals 4.000 tenen calats iguals o superiors als 14 metres.
És per això que el port de València té un paper rellevant en el desenvolupament econòmic de València i la seua àrea d'influència. No debades, la major part de les matèries primeres amb què es fabriquen els productes industrials locals (com ara la ceràmica, el moble o el tèxtil) arriben pel port de València, i una volta manufacturats ixen del mateix port cap a la seua destinació exterior. S'estima que genera directament o indirectament més de 15.000 llocs de treball i activitat per més de 1.100 milions d'euros.

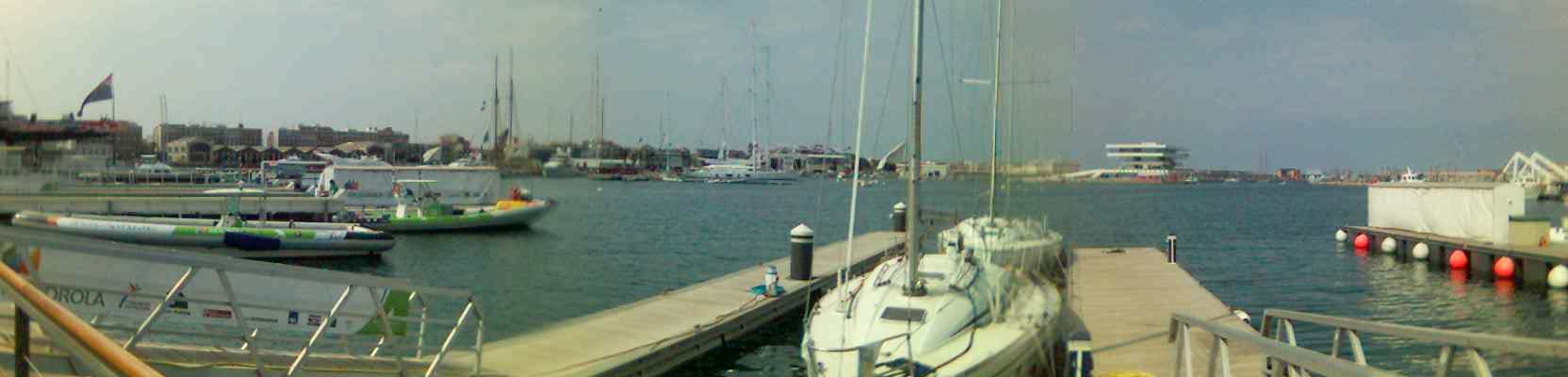
Dàrsena interior, port America's Cup

## Història

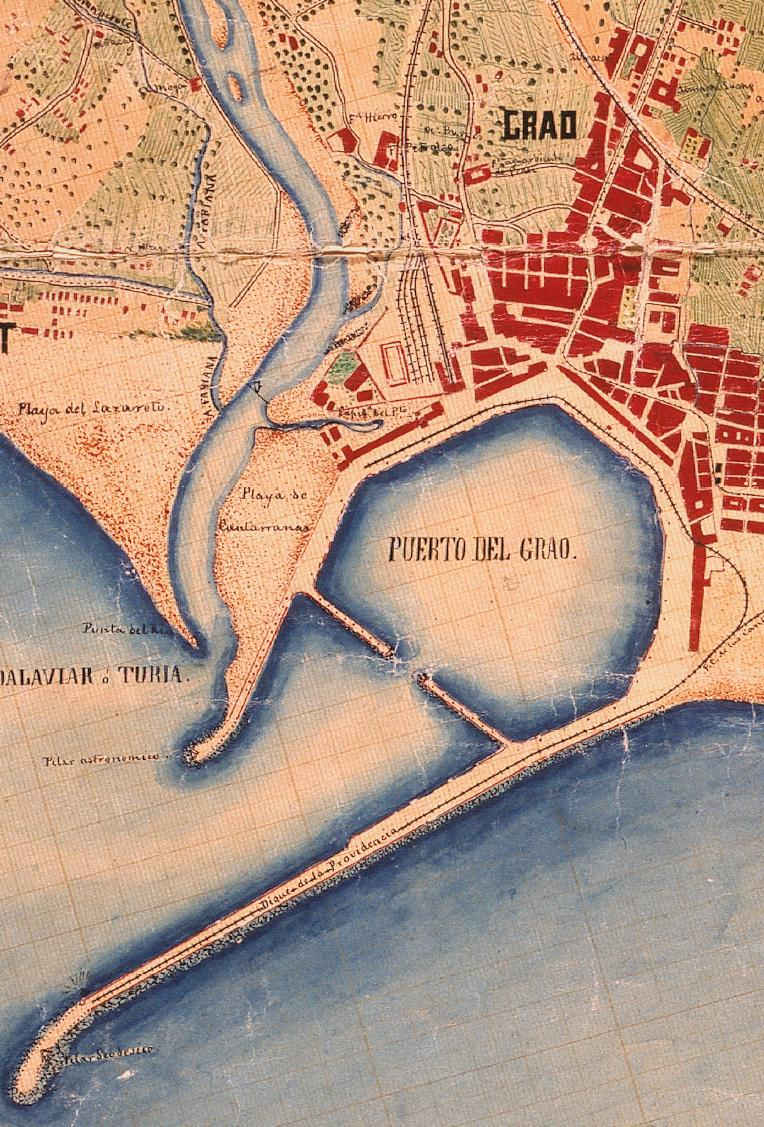
Mapa del Port de València l'any 1883

La línia de costa de València mancada de qualsevol abric natural fou un seriós obstacle per l'inici dels intercanvis marítims i comercials. A pesar d'això consten antecedents de dita activitat que es remunten al segle VI adC.
Molt de temps després a conseqüència del privilegi atorgat el 17 de març de 1491 al cavaller valencià Antoni Joan pel rei Ferran II d'Aragó quan podem establir el ver primer antecedent d'explotació portuària.
A partir d'eixe moment l'economia valenciana començà a créixer al mateix cop que ho feia el seu port fins a tal punt que el rei Pere III d'Aragó establí en València una jurisdicció marítim-comercial del Consolat de Mar. En la segona meitat del Segle XV els 75.000 habitants de València feien d'esta la ciutat més poblada de la península Ibèrica, la més important de la Corona d'Aragó i a més unida per mar amb Itàlia, Europa occidental i el Nord d'Àfrica.
Segons els estudis d'Amadeo Serra i Gemma Contreras* la seua funció militar al segle xv com centre de producció i reparació de naus i també d'emmagatzemament de pertrets i armes. Dit centre comptava amb espais annexos, sils, polvorins i magatzems de guarda d'aparells. Com principal comptava amb cinc naus gòtiques que realitzaven la funció de drassana (segles XIV i XV) conservades fins als nostres dies i rehabilitades entre 1990 i 1993 per Manuel Portaceli dedicant-se a diferents usos.
També existia una sala noble amb artessonat daurat per a la recepció d'autoritats, reis i papes que arribaven a València pel mar.
A la llarga del segle XX se li van fent successives ampliacions. Es construeix la Torre del rellotge, edifici més singular del port, s'amplia este sobre el que havia sigut la platja de Natzaret o es construeix una terminal de passatgers, que es va convertir en centre de premsa durant l'America's Cup.
L'ajuntament de València tirà avant el desbloqueig d'una Zona d'Activitats Logístiques (ZAL) implicà contradiccions entre membres de la coalició política Compromís: l'alcalde valencià Joan Ribó tirà avant la ZAL mentre que la coportaveu Àgueda Micó, el conseller Vicent Marzà, el diputat verd Juan Ponce i Imma Orozco, la secretària autonòmica de Política Territorial, Urbanisme i Paisatge, s'han mostrat contraris al projecte.

## Gestió

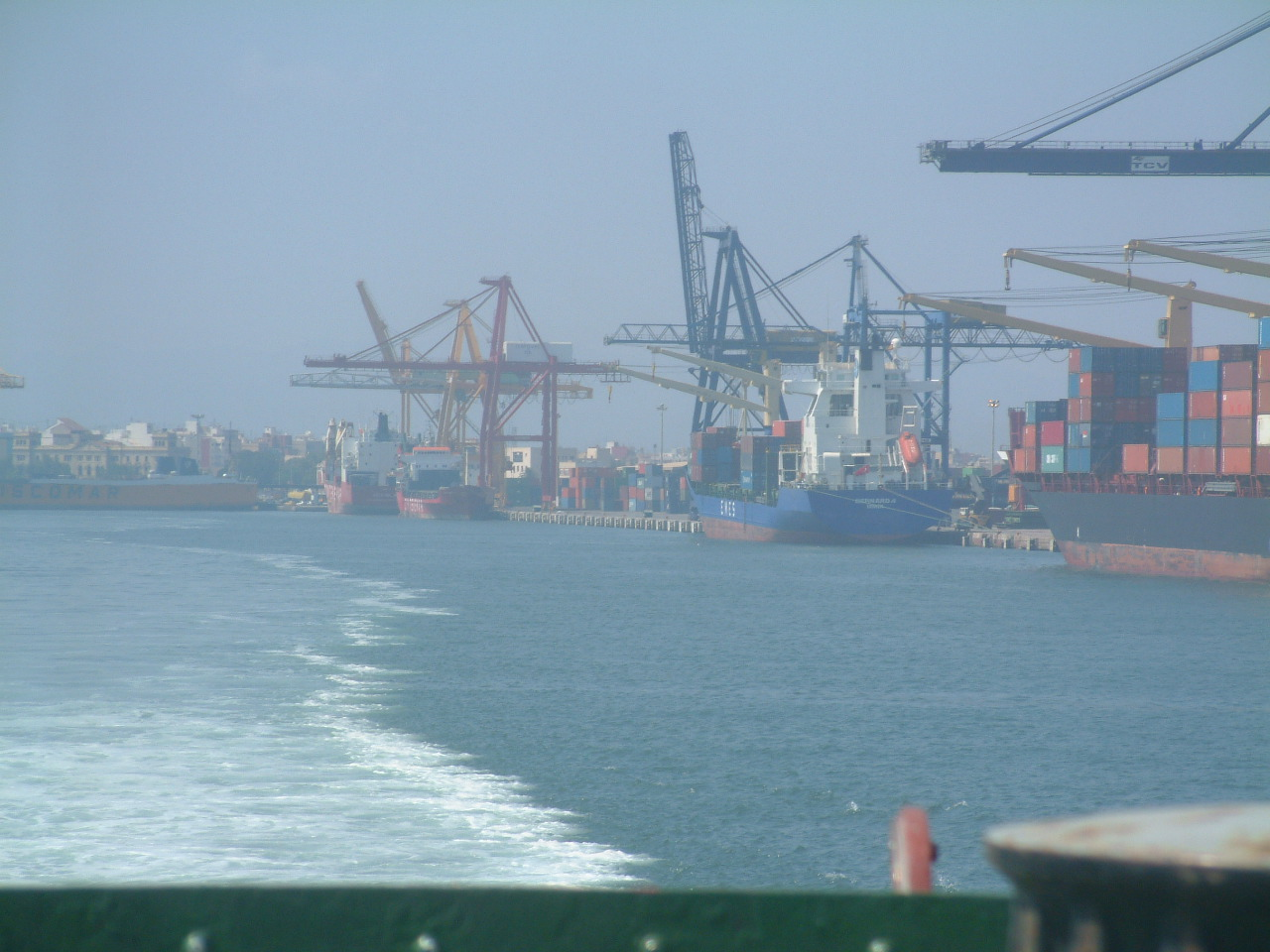
Eixint del port

En 1985, a conseqüència del Reial decret 2100, el port de Sagunt i el de Gandia, passaren a integrar-se en l'àmbit de gestió del llavors Port Autònom de València, hui Autoritat Portuària de València.

### Ampliacions del port
- Terminal Pública
- Dàrsena Nord
- Accés Sud
- Moll de Ponent
- Terminal Polivalent

## Consell d'Administració

### Històric de Presidents
- Juan Antonio Mompó Ochoa (- 25 de juliol de 2000[5])
- Rafael del Moral Carro (25 de juliol de 2000[5] - 8 de setembre de 2004[6])
- Rafael Aznar Garrigues (8 de setembre de 2004[6] - 31 de juliol de 2015)
- Aurelio Martínez Estévez (31 de juliol de 2015 - abril de 2023)[7]
- Joan Calabuig Rull (abril de 2023 - actualitat)[8]